# Masdevallia nebulina
Masdevallia nebulina är en orkidéart som beskrevs av Carlyle August Luer. Masdevallia nebulina ingår i släktet Masdevallia och familjen orkidéer.
Artens utbredningsområde är Bolivia. Inga underarter finns listade i Catalogue of Life.